# 2804 Yrjö
2804 Yrjö là một tiểu hành tinh vành đai chính với chu kỳ quỹ đạo là 1913.5995962 ngày (5.24 năm).
Nó được phát hiện ngày 19 tháng 4 năm 1941.